# Rzeczy ulotne
Rzeczy ulotne. Cuda i zmyślenia (ang. Fragile Things: Short Fictions and Wonders, 2006) – zbiór opowiadań autorstwa Neila Gaimana, wydany w Polsce w 2006 roku przez Wydawnictwo Mag. Książkę przetłumaczyła Paulina Braiter.
Zbiór zawiera wielokrotnie nagradzane teksty: Studium w szmaragdzie, Październik w fotelu, Jak rozmawiać z dziewczynami na prywatkach, a także sequel Amerykańskich bogów – nowelę Władca górskiej doliny.

## Odbiór
Książka była zrecenzowana m.in. w Nowej Fantastyce 2007/01.

## Spis opowiadań
| Tytuł polski | Tytuł oryginalny | Uwagi |
| --- | --- | --- |
| Mapy | The Mapmaker | Umieszczona we wstępie zbioru historia, która pierwotnie miała być częścią Amerykańskich bogów. |
| Studium w szmaragdzie | A Study in Emerald | Nowela łącząca wątki z opowieści o Sherlocku Holmesie i mitologii Cthulhu. Zdobyła szereg nagród, m.in. nagrodę Hugo za najlepszą miniaturę literacką w 2004 r.                                             |
| Magiczny tan | The Fairy Reel | |
| Październik w fotelu | October in the Chair | Opowiadanie napisane do antologii Petera Strauba Conjunctions. Potraktowane przez Gaimana jako ćwiczenie przed napisaniem Księgi cmentarnej. Zdobyło nagrodę Locusa (w kategorii Krótka forma) w 2003 r.    |
| Ukryta komora | The Hidden Chamber | Gotycka historia w formie wiersza, zainspirowana opowieściami o Sinobrodym. |
| Zbłąkane oblubienice złowieszczych oprawców w bezimiennym domu nocy potwornego pożądania                                               | Forbidden Brides of the Faceless Slaves in the Secret House of the Night of Dread Desire                                    | Opowiadanie zdobyło nagrodę Locusa (w kategorii Krótka forma) w 2005 r. |
| Kamyki z alei wspomnień | The Flints of Memory Lane                                                                                                   | |
| Pora zamykania | Closing Time | Opowiadanie o duchach w stylu M.R. Jamesa. |
| Zmiana w wodwo | Going Wodwo | Tekst napisany na potrzeby antologii Green men. |
| Smak goryczy | Bitter Grounds | Opowiadanie napisane z myślą o antologii Mojo: Conjure Stories. |
| To inni | Other People | |
| Pamiątki i skarby | Keepsakes and Treasures: A Love Story                                                                                       | Historia, która ma swoje źródło w niezrealizowanym komiksie do zbioru It's dark in London. Pojawiający się w opowiadaniu bohaterowie, pan Smith i pan Alice, pojawiają się także we Władcy górskiej doliny. |
| Na grzecznych chłopców czekają dary | Good Boys Deserve Favors | |
| Fakty w sprawie zniknięcia panny Finch                                                                                                 | The Facts in the Case of the Departure of Miss Finch                                                                        | |
| Dziwne dziewczynki | Strange Little Girls | Dwanaście krótkich historyjek, napisanych jako uzupełnienie płyty Tori Amos Strange Little Girls. |
| Arlekin i walentynki | Harlequin Valentine | |
| Zamki | Locks | |
| Problem Zuzanny | The Problem of Susan | Opowiadanie zamówione do antologii opowiadań fantasy Flights. Tytułowa Zuzanna to Zuzanna Pevensie, jedna z bohaterek Opowieści z Narnii.                                                                   |
| Instrukcja | Instructions | Wiersz opowiadający o tym, co należy zrobić, gdy znajdzie się w baśni. |
| Jak myślisz, jakie to uczucie? | How Do You Think It Feels?                                                                                                  | |
| Moje życie | My Life | |
| Piętnaście malowanych kart z wampirzego tarota                                                                                         | Fifteen Painted Cards from a Vampire Tarot                                                                                  | |
| Karmiący i karmieni | Feeders and Eaters | |
| Krup chorobotwórców | Diseasemaker’s Croup | Opowiadanie napisane na potrzeby książki o wymyślonych chorobach. |
| Gdy nastał koniec | In the End | Historia wyobrażona jako ostatnia księga Biblii. |
| Goliat | Goliath | Opowiadanie dziejące się w świecie Matriksa. |
| Kartki z pamiętnika znalezionego w pudełku po butach w autobusie rejsowym gdzieś między Tulsą w stanie Oklahoma i Luisville w Kentucky | Pages from a Journal Found in a Shoebox Left in a Greyhound Bus Somewhere Between Tulsa, Oklahoma, and Louisville, Kentucky | Tekst napisany na potrzeby trasy koncertowej Scarlet's Walk Tori Amos. |
| Jak rozmawiać z dziewczynami na prywatkach                                                                                             | How to Talk to Girls at Parties                                                                                             | Opowiadanie zdobyło nagrodę Locusa (w kategorii Krótka forma) w 2007 r. |
| Dzień, w którym przybyły spodki | The Day the Saucers Came | |
| Ptak słońca | Sunbird | Opowiadanie napisane w stylu historii R.A. Lafferty’ego. |
| Wymyślanie Aladyna | Inventing Aladdin | |
| Władca górskiej doliny | The Monarch of the Glen | |